# اکیلیلو دونین
خلیل ظُنَین یا اکلیل ظُنَین (به عربی: أكليل ظنين، آوانگاری: خليل ظُنَين) یا اکیلیلو دونین (به فرانسوی: Ikililou Dhoinine) زاده ۱۴ اوت ۱۹۶۲ که یک سیاستمدار اهل اتحاد قمر است از سال ۲۰۱۱ میلادی به عنوان رئیس‌جمهور اتحاد قمر منتخب شده‌است و تا سال ۲۰۱۶ میلادی در این سمت بود.